# Chatham and Aylesford (circonscription du Parlement britannique)
Circonscription parlementaire de la Chambre des communes
La circonscription de Chatham and Aylesford est une circonscription parlementaire britannique. Située dans le Kent, elle s'étend de la ville de Chatham au village d'Aylesford. Elle a été créée en 1997.
Depuis 2010, elle est représentée à la Chambre des communes du Parlement britannique par Tracey Crouch, du Parti conservateur.

## Members of Parliament
| Élection | Élection | Membre,       | Membre, | Parti        |
| -------- | -------- | ------------- | ------- | ------------ |
|          | 1997     | Jonathan Shaw |         | Travailliste |
|          | 2010     | Tracey Crouch |         | Conservateur |

## Élections

### Élections dans les années 2010
| Parti         | Parti                | Candidat             | Voix   | %    | ±     |
| ------------- | -------------------- | -------------------- | ------ | ---- | ----- |
|               | Conservateur         | Tracey Crouch        | 28,856 | 66,6 | +9.6  |
|               | Travailliste         | Vince Maple          | 10,316 | 23,8 | -9.9  |
|               | Libéral Démocrate    | David Naghi          | 2,866  | 6,6  | +4.1  |
|               | Green                | Geoff Wilkinson      | 1,090  | 2,5  | +1.2  |
|               | Christian Peoples    | John Gibson          | 212    | 0,5  | -0.1  |
| Majorité      | Majorité             | Majorité             | 18,540 | 42,8 | +19.5 |
| Participation | Participation        | Participation        | 43,340 | 59,1 | -4.6  |
|               | Conservateur retenir | Conservateur retenir | Swing  | +9.7 |       |

| Parti         | Parti                | Candidat             | Voix   | %    | ±     |
| ------------- | -------------------- | -------------------- | ------ | ---- | ----- |
|               | Conservateur         | Tracey Crouch        | 25,587 | 57,0 | +6.8  |
|               | Travailliste         | Vince Maple          | 15,129 | 33,7 | +10.1 |
|               | UKIP                 | Nicole Bushill       | 2,225  | 5,0  | -15.0 |
|               | Libéral Démocrate    | Thomas Quinton       | 1,116  | 2,5  | -0.7  |
|               | Green                | Bernard Hyde         | 573    | 1,3  | -1.3  |
|               | Christian Peoples    | John-Wesley Gibson   | 260    | 0,6  | +0.3  |
| Majorité      | Majorité             | Majorité             | 10,458 | 23,3 | -3.3  |
| Participation | Participation        | Participation        | 44,963 | 63,7 | +0.9  |
|               | Conservateur retenir | Conservateur retenir | Swing  | -1.6 |       |

| Parti         | Parti                | Candidat             | Voix   | %    | ±     |
| ------------- | -------------------- | -------------------- | ------ | ---- | ----- |
|               | Conservateur         | Tracey Crouch        | 21,614 | 50,2 | +4.0  |
|               | Travailliste         | Tristan Osborne      | 10,159 | 23,6 | −8.7  |
|               | UKIP                 | Ian Wallace          | 8,581  | 19,9 | +16.9 |
|               | Libéral Démocrate    | Thomas Quinton       | 1,360  | 3,2  | −10.2 |
|               | Green                | Luke Balnave         | 1,101  | 2,6  | +1.7  |
|               | Christian Peoples    | John-Wesley Gibson   | 133    | 0,3  | N/A   |
|               | TUSC                 | Ivor Riddell         | 125    | 0,3  | N/A   |
| Majorité      | Majorité             | Majorité             | 11,455 | 26,6 | +12.7 |
| Participation | Participation        | Participation        | 43,073 | 62,8 | +1.2  |
|               | Conservateur retenir | Conservateur retenir | Swing  | +6.4 |       |

| Parti         | Parti                                   | Candidat                                | Voix   | %     | ±     |
| ------------- | --------------------------------------- | --------------------------------------- | ------ | ----- | ----- |
|               | Conservateur                            | Tracey Crouch                           | 20,230 | 46,2  | +9.4  |
|               | Travailliste                            | Jonathan Shaw                           | 14,161 | 32,3  | −12.7 |
|               | Libéral Démocrate                       | John McClintock                         | 5,832  | 13,3  | −0.2  |
|               | BNP                                     | Colin McCarthy-Stewart                  | 1,365  | 3,1   | N/A   |
|               | UKIP                                    | Steve Newton                            | 1,314  | 3,0   | +0.0  |
|               | Démocrates anglais                      | Sean Varnham                            | 400    | 0,9   | −0.8  |
|               | Green                                   | Dave Arthur                             | 396    | 0,9   | N/A   |
|               | Christian                               | Maureen Smith                           | 109    | 0,2   | N/A   |
| Majorité      | Majorité                                | Majorité                                | 6,069  | 13,9  | N/A   |
| Participation | Participation                           | Participation                           | 43,807 | 61,6  | +1.0  |
|               | Conservateur vainqueur sur Travailliste | Conservateur vainqueur sur Travailliste | Swing  | +11.1 |       |

### Élections dans les années 2000
| Parti         | Parti                | Candidat             | Voix   | %    | ±    |
| ------------- | -------------------- | -------------------- | ------ | ---- | ---- |
|               | Travailliste         | Jonathan Shaw        | 18,387 | 43,7 | −4.6 |
|               | Conservateur         | Anne Jobson          | 16,055 | 38,2 | +0.9 |
|               | Libéral Démocrate    | Debbie Enever        | 5,744  | 13,7 | +1.9 |
|               | UKIP                 | Jeffrey King         | 1,226  | 2,9  | +0.4 |
|               | Démocrates anglais   | Michael Russell      | 668    | 1,6  | N/A  |
| Majorité      | Majorité             | Majorité             | 2,332  | 5,5  | -5.5 |
| Participation | Participation        | Participation        | 42,080 | 59,7 | 2.7  |
|               | Travailliste retenir | Travailliste retenir | Swing  | −2.7 |      |

| Parti         | Parti                | Candidat             | Voix   | %    | ±     |
| ------------- | -------------------- | -------------------- | ------ | ---- | ----- |
|               | Travailliste         | Jonathan Shaw        | 19,180 | 48,3 | +5.2  |
|               | Conservateur         | Sean Holden          | 14,840 | 37,3 | −0.1  |
|               | Libéral Démocrate    | David Lettington     | 4,705  | 11,8 | −3.2  |
|               | UKIP                 | Gregory Knopp        | 1,010  | 2,5  | +1.5  |
| Majorité      | Majorité             | Majorité             | 4,340  | 11,0 | +5.3  |
| Participation | Participation        | Participation        | 39,735 | 57,0 | −13.6 |
|               | Travailliste retenir | Travailliste retenir | Swing  |      |       |

### Élections dans les années 1990
| Parti         | Parti                                  | Candidat              | Voix   | %    | ±   |
| ------------- | -------------------------------------- | --------------------- | ------ | ---- | --- |
|               | Travailliste                           | Jonathan Shaw         | 21,191 | 43,1 | N/A |
|               | Conservateur                           | Richard Knox-Johnston | 18,401 | 37,4 | N/A |
|               | Libéral Démocrate                      | Robin Murray          | 7,389  | 15,0 | N/A |
|               | Référendum                             | Keith Riddle          | 1,538  | 3,1  | N/A |
|               | UKIP                                   | Alan Harding          | 493    | 1,0  | N/A |
|               | Natural Law                            | Timothy Martell       | 149    | 0,3  | N/A |
| Majorité      | Majorité                               | Majorité              | 2,790  | 5,7  | N/A |
| Participation | Participation                          | Participation         | 49,161 | 70,6 | N/A |
|               | Travailliste vainqueur (nouveau siège) |                       |        |      |     |